# Meierei C. Bolle

Bolle-Logo in der Urfassung Ende der 1920er-Jahre

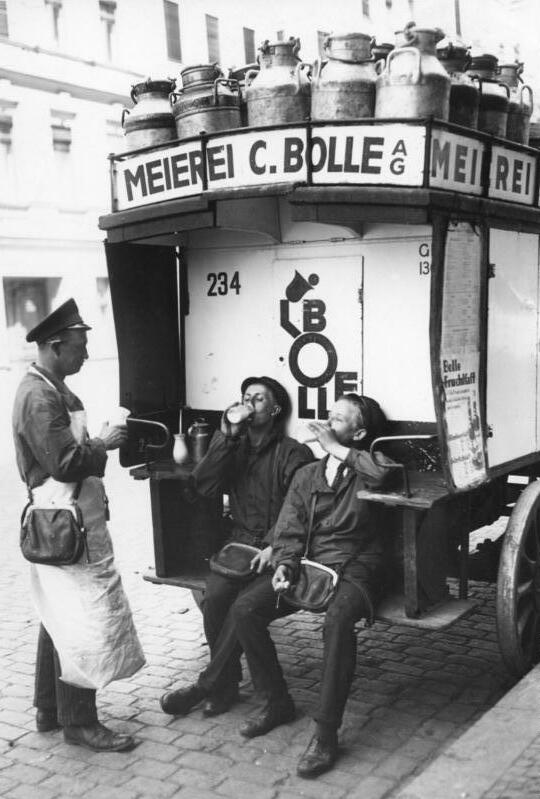
Bolle-Verkaufswagen 1932

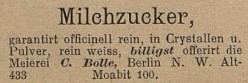
Werbung für Milchzucker aus dem Jahr 1887

Die Meierei C. Bolle war ein Einzelhandelsunternehmen für Milch und Milchprodukte, das 1879 in Berlin von Carl Bolle gegründet wurde. Die Bolle-Meierei durchlief Fusionen und Besitzerwechsel. Inhaber der Marke ist seit 2000 die Campina GmbH. Daneben gab es noch einzelne Handelsunternehmen unter dem Namen Bolle, meist auf Berlin und Köln beschränkt, darunter auch Supermarkt Bolle.

## Historische Entwicklung
In den 1870er und 1880er Jahren war das kaiserliche Berlin in starkem Wachstum begriffen, die Stadt expandierte und der Bedarf an verderblichen Agrarprodukten wie Milch, Butter, Eier, Fleisch, Gemüse und Obst konnte durch die kleine, meist bäuerliche Handelsversorgung nicht mehr ausreichend gedeckt werden.
Carl Bolle, ein vielseitiger Unternehmer, begann unter anderem ab 1879, die Stadt mit Milch und Milchprodukten zu beliefern, die von seinen Kühen stammten, die unweit seiner Baumschule am Lützowufer 31 weideten und ursprünglich als Düngerlieferanten gebraucht wurden. Der Verkauf der Milch begann zunächst vor Ort in einer Milchbar, in den folgenden zwei Jahren zunehmend auch über Milchmädchen, die Kannen mit Handwagen durch die Stadt zogen.
Ab etwa 1881 wurden Pferdegespanne eingeführt, die mit jeweils einem Jungen als Kutscher (wegen der Aufschrift auf dem Wagen im Volksmund Bolle genannt) und einem Milchmädchen (Bolle-Mädchen) besetzt waren, das die Milch austrug und in einer umgebundenen Ledertasche die Kasse dabei hatte. Beide waren uniformiert. Bolle und Bolle-Mädchen galten als beliebter Bestandteil des Stadtbilds und verbreiteten Neuigkeiten und freche Sprüche.
Die Bolle-Meierei wurde zum größten und bekanntesten Milchunternehmen dieser Zeit, verfügte zeitweise über 250 Wagen und tausende Angestellte. Sie zog nach 1879 in ein größeres Firmengelände nach Alt-Moabit um, wo Frischmilch aus einem Umkreis von 200 km, meist aus Brandenburg und per Bahn, angenommen und verarbeitet wurde. Nicht unwesentlich für diesen Milchboom war, dass die Milch kontrolliert und gefiltert wurde und weder verwässert noch sauer war. Auch Käse, Quark und Margarine wurden ausgeliefert.
Im Jahre 1884 erhielt Carl Bolle die Erlaubnis, im Tiergarten in der Nähe der großen Kinderspielplätze vier Milchhallen zu betreiben. Erste Ansätze der industriellen Milchkühlung mit Eis aus dem Landwehrkanal gab es ab dem Winter 1885.
Im Jahre 1887 betrug der tägliche Milchverbrauch in Berlin rund 400.000 Liter; ein Zehntel davon lieferte Bolle. Dadurch konnten kleinere Molkereien keine höheren Preise durchsetzen. Die Rohmilch wurde von Rittergütern bezogen und ausschließlich mit der Bahn angeliefert.
Ab 1900 kam erstmals pasteurisierte Milch auf den Markt, zunächst in verplombten Flaschen für Kleinkinder und Säuglinge. Viele der Angestellten fanden Unterkunft in den von Carl Bolle gebauten Mietskasernen, der aus seinem enormen Vermögen auch gemeinnützige Zwecke finanzierte und dafür zum Kommerzienrat und 1909 sogar zum Geheimen Kommerzienrat ernannt wurde.
Mit der Geschichte der Meierei C. Bolle verbunden ist der Bau des Theaters des Westens in der Charlottenburger Kantstraße im Jahre 1896, wo sich zuvor der Kohlenlagerplatz des Unternehmens befand.
Im Jahr 1969 wurde die Produktion von Milchprodukten in der Moabiter Niederlassung eingestellt. Auf dem Gelände ließ Ernst Freiberger ab 1971 Speiseeis herstellen. Außerdem erwarb er eine Pizza-Bäckerei, in welcher Tiefkühlware wie Pizza, Baguette und Pasta produziert wurde. Freiberger entwickelte das Unternehmen zu einem der größten Tiefkühlkostanbieter in Europa.
Ab 1994 entstand unter Freibergers maßgeblichem Einfluss – nach einem Flächentausch mit dem benachbarten Focus-Teleport-Gelände – der Spree-Bogen, ein Büro- und Gewerbepark, der u. a. von 1999 bis zum Jahr 2015 das Bundesinnenministerium beherbergte, das als einziges Bundesministerium in gemieteten Räumen arbeitete. Seitdem arbeiten die Ministeriumsmitarbeiter in einem Neubau, der ebenfalls in Alt-Moabit in Berlin-Mitte entstanden ist. In Teilen der Gebäude etablierte sich in dieser Zeit ein Hotel (Abion Spreebogen Waterside) mit 243 Zimmern für Gäste.

## Bauwerke
Die Unternehmenszentrale lag seit den 1880er Jahren in Berlin-Moabit, Alt-Moabit 98–103, bis 1886 Standort der Porzellanfabrik Schumann. Carl Bolle hatte die Immobilie gekauft und seinen Vorstellungen entsprechend umbauen lassen. Ein repräsentativer Haupteingang führte auf das Gelände, das von einem dreigeschossigen Backsteinbau zwischen Spree und der Straße Alt-Moabit beherrscht wird. In diesem Haus befanden sich in den beiden unteren Etagen sämtliche Produktions- und Logistikabteilungen. Im Kopfbau der Alten Meierei ließ Bolle eine Kapelle einrichten, die als Ruhepunkt für seine Mitarbeiter diente. Die Kapelle verfügte über einen Altar, bunte Mosaikfenster, eine Empore, eine dreimanualige Orgel mit 28 Registern von Friedrich Ladegast 1893 und bot Platz für 1600 Personen. Der Innenraum hatte eine Grundfläche von 750 Quadratmetern und war rund acht Meter hoch. Im Festsaal hinter der Kapelle befand sich eine zweite Orgel mit 10 Registern. Im Jahr 1919 wurde die Kapelle zu einem Kino umgebaut, wofür die Fenster zugemauert sowie der Altar und die Empore beseitigt wurden; die Orgel wurde verkauft. Es handelte sich um eines der ersten Berliner Kinos, das später als Theater der Berliner Kammerspiele unzählige Grundschulkinder in die Theaterwelt einführte.
Das Obergeschoss mit dem ehemaligen Kinosaal, ursprünglich Bolles firmeneigene Werkskapelle und später bekannt geworden unter dem Namen „Weltkino“, stand seit 1999 leer. Ernst Freiberger junior (der Sohn von Ernst Freiberger) entwickelte ab den 2010er Jahren ein neues Konzept zu dessen Nutzung in enger Zusammenarbeit mit dem damaligen Hotelmanager des Abion, Bernd Eulitz. Der Saal wurde nach Plänen der Architekten Ansgar Schmidt und Henning Ziepke zu einer großen modernen Mehrzweckhalle im Industriedesign umgestaltet und trägt inzwischen wieder die Bezeichnung Kapelle. Aufwendig und Detailverliebt wurde alles saniert. Schließlich findet sich in vielen Details die bewegte Geschichte dieses Ortes wieder.
Die ehemaligen Kontorräume darunter projektierten die genannten Architekten zu stilvollen Nebenräumen für Gästegarderoben und als individuelle Besprechungsräume. Der zweite große Saal, der Festsaal, welcher sich hinter der Kapelle befindet, ist nicht ganz so groß wie der erste, zeigt jedoch noch viele Relikte der alten Produktionshalle mit zwölf gusseisernen Säulen, dem anthrazitfarbenen, mit Steinen gepflasterten Fußboden und der weitestgehend erhaltenen und sanierten original Holzdecke. Als Tribut an Bolles Milcherzeugnisse ließ Freiberger im Festsaal historische Milchfläschchen nacharbeiten und diese zu drei großen runden Kronleuchtern zusammenfügen. Die jeweils 300 kleinen Glasflaschen, kegelförmig aufsteigend angeordnet, verleihen dem Raum ein feierliches Aussehen.
Beide Säle, nebst Kontorräumen bieten zusammen eine Fläche von rund 3000 Quadratmetern. Zusätzlich wurde ein Teil des Daches zu einer Terrasse umgestaltet. Eröffnet wurde die Eventfläche im Sommer 2015 unter der Leitung von Sebastian Kernchen und steht seither für Events bis 800 Personen zur Verfügung. Freiberger hatte für alle Umbauarbeiten etwa vier Millionen Euro investiert. Geplant ist die Durchführung von 80 bis 90 großen Veranstaltungen pro Jahr.

## Milchmädchenrechnung

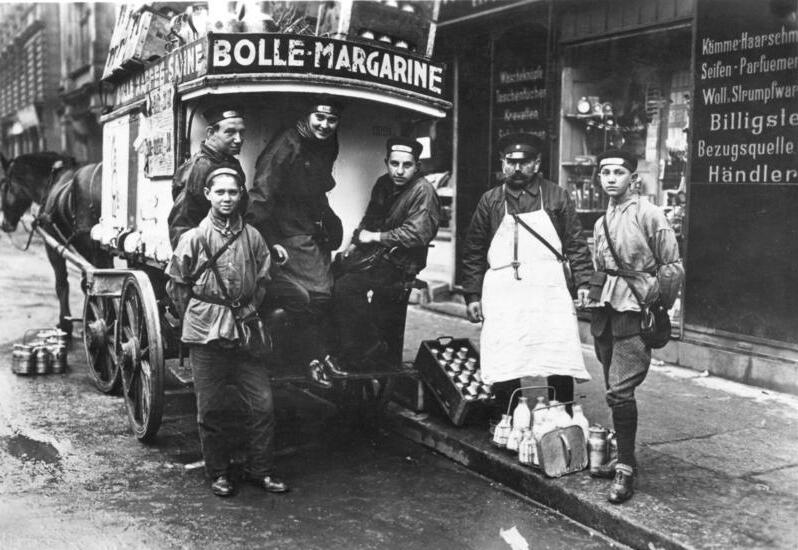
Milchwagen der Meierei Bolle bei der morgendlichen Lieferfahrt durch Berlin (1927)

Während die Vertriebsnetze leicht verderblicher Produkte aus den Erzeugerregionen des Brandenburger Umlands bis zum Kunden bereits um die Wende zum 20. Jahrhundert zentral organisierbar waren und der Ankaufpreis weitgehend von der Industrie bestimmt werden konnte, war der Rückfluss des Kapitals aus der Stadt meist unberechenbar und aus unternehmerischer Sicht ein Risiko. Frische Milch verdirbt schon bei geringen Zeitverzögerungen im Ablauf. Zum anderen entstand der Umsatz durch das Einsammeln von Kleinstbeträgen und war von exakter Rechnungsführung gegenüber den Kunden abhängig, die oft eine betont freundliche Beziehung zu ihren Milchmädchen hatten. Die Kunden kauften auch täglich nur eine kleine, frische aber jedes Mal unterschiedliche Menge. Mängel in der Rechenfähigkeit der Angestellten konnten sich spürbar auswirken, zumal es sich um Hilfskräfte handelte, die über geringe Schulbildung verfügten und auch noch nach anderen Kriterien ausgesucht werden mussten, wie der Fähigkeit, Fuhrwerke zu fahren, die Pferde zu versorgen, zu reparieren, die Wagen zu putzen und reinlich zu halten. Die Rechnungsführung im Einzelvertrieb vieler verderblicher Kleinstmengen war damals ein ernstes Problem. Wegen der einfachen Rechenschemata könnte dies auch der Grund für die Entstehung des Begriffes Milchmädchenrechnung sein.